# ’Sigmond Dezső

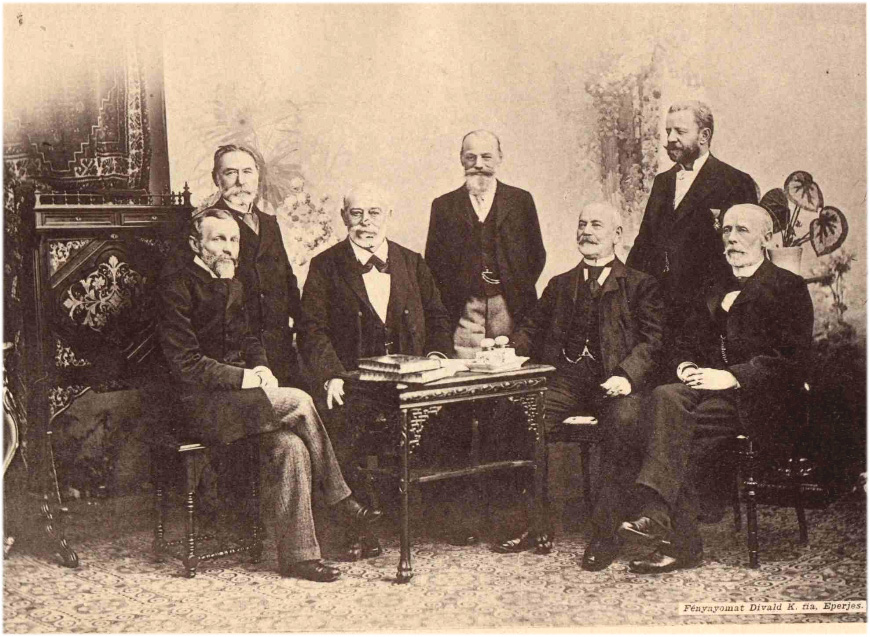
Állnak (balról jobbra): Gámán Zsigmond. Groisz Gusztáv, Kiss Sándor (igazgató) Ülnek (balról jobbra): Sigmond Dezső (alelnök), Finály Henrik (elnök), Korbuly Bogdán, Albach Géza

Kisenyedi és alsószentmihályfalvi ’Sigmond Dezső (Marosbogát, Torda vármegye, 1844. augusztus 1.–Budapest, 1906. augusztus 5.) szeszgyáros, országgyűlési képviselő.

## Élete
A régi nemesi származású kisenyedi és alsószentmihályfalvi ’Sigmond családnak a sarja. Apja, ’Sigmond Elek (1810–1877), földbirtokos, az erdélyi gyáripar egyik leghathatóbb előmozdítója; Elek állította ugyanis Erdélyben, (Kolozsvárott) az első nagyobbszerű szeszgyárt, amelyben a lepároltatásnál a gőz szerepelt. ’Sigmond Dezső anyja, ’Sigmond Elekné lósádi Zudor Emília (1821–1894) asszony. Anyai nagyszülei lósádi Zudor Zsigmond (1790–1870), Alsó-Fehér vármegye alispánja 1848-ban, és baróti Paál Eszter asszony voltak.
Sigmond Dezsőt Kolozsváron végzett öt gimnáziumi osztály után, hogy jövő pályájának megfelelő kiképeztetést nyerjen, apja Bécsbe reáltanodába küldte, ahol egyszersmind a műegyetememen folytatta további tanulmányait. Már 20 éves korában atyja mellett foglalt el helyet a gyakorlati pályán. 1875-ban fivérével, ’Sigmond Ákossal, a kolozsvári »Sigmond Testvérek« szeszgyár cég alatt atyjától a már akkor is terjedelmes iparvállalat vezetését átvette és azt szakszerű vezetése által oda emelte, hogy e tekintetben az erdélyi részekben első helyet foglal el. E mellett tevékeny részt vett az erdélyi közgazdasági mozgalmakban.
Szesz, műmalom, sörgyártás és állattenyésztéssel és hizlalással összekötött mezőgazdaság képezik főbb ágait a vállalatoknak, melyekben 1887-re évenkint 165.000 métermázsa kerül feldolgozás alá. Az évente termelt szesz 45,000 hektoliter, melynek egy része finomított alakban külföldre kerül eladásra. E vállalat Kolozsvár kereskedelmi forgalmának egyik legtekintélyesebb részét képezte. 200 embernél többnek nyújtott életmódot, kik közel 60,000 forint évi fizetést húztak.
’Sigmond Dezsőt, mint a közélét emberét, leginkább jellemzi az, hogy soha, sehol se tolta magát előtérbe: de a hová tehetségeinek és tulajdonainak elismerése emelte, mindenütt emberül megállta helyét. Érdemeit Kolozsvár városának polgárai azáltal méltányolták. hogy őt országgyűlési képviselőjükké megválasztották. 0 a magyar parlamentben egyike az ipar legelső képviselőinek s mint ilyen, mint gyakorlati ember, egyike a képviselőház leghasznosabb és legmunkásabb tagjainak.
Elnöke a kolozsvári kereskedelmi és iparkamarának, a kereskedelmi körnek, alelnöke az erdélyi gazdasági egylet állatkiállítási szakosztályának; a felsőbb kereskedelmi iskola felügyelő bizottságának, az erdélyrészi kézi ipart fejlesztő egyletnek. Sigmond Dezső kezdeményezése folytán jöttek létre a kolozsvári áruraktárak, az ő és Bánffy Ádám közreműködése által létesült a kolozsvári évenként megtartandó tenyészállat-kiállítás. 1884 óta mint Kolozsvár második kerületének szabadelvű-párti képviselője szerepel; tagja a közgazdasági bizottságnak. A szesztermelők országos szövetkezete egyik elnökévé választotta; újabban a szeszadóról röpirata jelent meg.

## Házassága és leszármazottjai
Feleségül vette a szintén erdélyi nemesi származású csefalvai Csefalvay Elma (1841–1925) kisasszonyt, akinek a szülei csefalvai Csefalvay Alajos (1804–1894), cs. és kir. lovassági százados, 1848-as honvédőrnagy, és losádi Zudor Zsuzsanna asszony voltak. Frigyükből született:
- ’Sigmond Elek (Kolozsvár, 1873. február 26. – Budapest, 1939. szeptember 30.)[9] vegyészmérnök, az MTA tagja, a korszerű talajtani kutatások megalapozója Magyarországon. Felesége: nemes Hajnik Erzsébet Jolánta Mária (Budapest, 1880. július 12.– Budapest, 1920. augusztus 23.) kisasszonyt,[10][11]
- ’Sigmond Emil Tivadar Alajos (Kolozsvár, 1874. január 29.–Budapest, 1937. április 25.) jogász, helyettes államtitkár.[12] Felesége: nemes Hajnik Ilona (1884.–Budapest, 1937. március 23.)[13]
- ’Sigmond Andor Dezső Ákos (Kolozsvár, 1875. június 15.)
- ’Sigmond Alexia "Alice" Mária Izabella Kamilla (Kolozsvár, 1877. december 6.– Budapest, 1937. január 18.)[14]
- ’Sigmond Dezső Ferenc Zsigmond (Kolozsvár, 1879. augusztus 6.)